# Хамад, Ибрагим
Ибрагим Абдалла Хамад (англ. Ibrahim Abdallah Hamad; род. 12 ноября 1997, Занзибар, Занзибар) — танзанийский футболист, центральный защитник клуба «Янг Африканс» и сборных Занзибара и Танзании.

## Клубная карьера
Хамад начал свою карьеру в клубе «Джангомбе Бойс» из Премьер-лиги Занзибара. В 2019 году он переехал в «Малинди» на 2 сезона. В 2021 году он провёл сезон за КМКМ, где выиграл Премьер-лигу Занзибара. В январе 2022 года он перешёл в клуб «Янг Африканс» из танзанийской Премьер-лиги", где выиграл 2 национальных чемпионата, национальный Кубок и национальный Суперкубок. В ноябре 2023 года он продлил свой контракт с клубом до 2027 года, а после успешного выступления против «Аль-Ахли» в Лиге чемпионов его клуб и местные жители Занзибара открыли особый день под названием «День Бакки».

## Карьера за сборную
Дебютировал Хамад за национальную сборную Занзибара 5 декабря 2017 года в матче Кубка КЕСАФА против сборной Руанды (3:1), заменив Фейсала Салума по ходу матча. На данном турнире занзибарцы заняли второе место, проиграв кенийцам в серии послематчевых пенальти в финальной игре.
За национальную сборную Танзании Хамад дебютировал 24 марта 2023 года в отборочном матче на Кубок африканских наций 2023 против сборной Уганды (1:0). Был включён в состав на Кубок африканских наций 2023 в Кот-д’Ивуаре, где сыграл во всех трёх матчах групповой стадии.

## Личная жизнь
Хамад — преданный мусульманин. Его лучший друг погиб во время крушения MV Spice Islander I в 2011 году. В молодости Хамад работал резчиком картофельных чипсов, чтобы доказать родителям, что он умеет работать. Он также находился на военной службе Занзибара.

## Статистика

### Матчи Хамада за сборную Танзании
| Матчи Хамада за сборную Танзании | Матчи Хамада за сборную Танзании | Матчи Хамада за сборную Танзании | Матчи Хамада за сборную Танзании | Матчи Хамада за сборную Танзании | Матчи Хамада за сборную Танзании |
| -------------------------------- | -------------------------------- | -------------------------------- | -------------------------------- | -------------------------------- | -------------------------------- |
| №                                | Дата                             | Соперник                         | Счёт                             | Голы Хамада                      | Соревнование                     |
| 1                                | 24 марта 2023                    | Уганда                           | 1:0                              | —                                | Квалификация на КАН 2023         |
| 2                                | 28 марта 2023                    | Уганда                           | 0:1                              | —                                | Квалификация на КАН 2023         |
| 3                                | 18 июня 2023                     | Нигер                            | 1:0                              | —                                | Квалификация на КАН 2023         |
| 4                                | 7 сентября 2023                  | Алжир                            | 0:0                              | —                                | Квалификация на КАН 2023         |
| 5                                | 15 октября 2023                  | Судан                            | 1:1                              | —                                | Товарищеский матч                |
| 6                                | 18 ноября 2023                   | Нигер                            | 1:0                              | —                                | Квалификация на ЧМ 2026          |
| 7                                | 21 ноября 2023                   | Марокко                          | 0:2                              | —                                | Квалификация на ЧМ 2026          |
| 8                                | 7 января 2024                    | Египет                           | 0:2                              | —                                | Товарищеский матч                |
| 9                                | 17 января 2024                   | Марокко                          | 0:3                              | —                                | КАН 2023                         |
| 10                               | 21 января 2024                   | Замбия                           | 1:1                              | —                                | КАН 2023                         |
| 11                               | 24 января 2024                   | ДР Конго                         | 0:0                              | —                                | КАН 2023                         |
| 12                               | 22 марта 2024                    | Болгария                         | 0:1                              | —                                | Товарищеский матч                |

Итого: 12 матчей / 0 голов; 3 победы, 4 ничьи, 5 поражений.

## Достижения

### КМКМ
- Чемпион Занзибара: 2021/22

### «Янг Африканс»
- Чемпион Танзании: 2021/22, 2022/23
- Обладатель Кубка Танзании: 2021/22
- Обладатель Суперкубка Танзании: 2022